# Selección femenina de sóftbol de Canadá
La selección femenina de sóftbol de Canadá es la selección oficial que representa a Canadá en eventos internacionales de sóftbol femenino.

## Campeonatos

### Campeonato Mundial
| 1965 | Melbourne    | No participó   | No participó   | No participó   |
| 1970 | Osaka        | 8.º            | 2              | 6              |
| 1974 | Stratford    | Participó      | Participó      | Participó      |
| 1978 | San Salvador | 2do            | Sin datos      | Sin datos      |
| 1982 | Taipéi       | Participó      | Participó      | Participó      |
| 1986 | Auckland     | 4.º            | 7              | 5              |
| 1990 | Normal       | 7.º            | 6              | 3              |
| 1994 | St. John's   | 4.º            | 7              | 3              |
| 1998 | Fujinomiya   | 5.º            | 7              | 4              |
| 2002 | Saskatoon    | 9.º            | 3              | 4              |
| 2006 | Beijing      | 5.º            | 7              | 3              |
| 2010 | Caracas      | 3ro            | 8              | 3              |
| 2012 | Whitehorse   | 4.º            | 7              | 3              |
| 2014 | Haarlem      | 4.º            | 6              | 3              |
| 2016 | Surrey       | 3ro            | 8              | 2              |
| 2018 | Chiba        | Por disputarse | Por disputarse | Por disputarse |

### Campeonato Panamericano
| 1982 | Ciudad Obregón      | 1º lugar                |
| 1986 | Lima                | Sin información oficial |
| 1994 | Ciudad de Guatemala | Sin información oficial |
| 1997 | Medellín            | 1º lugar                |
| 2001 | Maracay             | 2º lugar                |
| 2005 | Ciudad de Guatemala | 2º lugar                |
| 2009 | Maracay             | 2º lugar                |
| 2013 | Guaynabo            | 2º lugar                |
| 2017 | Santo Domingo       | 3º lugar                |
| 2021 | Por definirse       |                         |

Datos:

## Campeonatos juveniles

### Campeonato Mundial Sub-19
| 1981 | Edmonton      | Participó |
| 1985 | Fargo         | 4.º       |
| 1987 | Oklahoma City | 7.º       |
| 1991 | Adelaida      | Participó |
| 1995 | Normal        | 5.º       |
| 1999 | Taipéi        | 7.º       |
| 2003 | Nankín        | Participó |
| 2007 | Enschede      | 3ro       |
| 2011 | Cape Town     | 5.º       |
| 2013 | Brampton      | 5.º       |
| 2015 | Oklahoma City | 4.º       |
| 2017 | Clearwater    | 4.º       |
| 2019 | Por definirse |           |

## Juegos multideportivos

### Juegos Olímpicos
El sóftbol comenzó a disputarse en la XXVI edición de los Juegos Olímpicos, realizados en el año 1996, solamente en la rama femenina, pues el COI considera al béisbol y al sóftbol como un mismo deporte. En las ediciones XXX (año 2012) y XXXI (año 2016), no se disputó. 
| 1996 | XXVI   | Atlanta        | 5.º            |
| 2000 | XXVII  | Sídney         | 8.º            |
| 2004 | XXVIII | Atenas         | 5.º            |
| 2008 | XXIX   | Pekín          | 4.º            |
| 2012 | XXX    | Londres        | No hubo torneo |
| 2016 | XXXI   | Río de Janeiro | No hubo torneo |
| 2020 | XXIII  | Tokio          | 3er lugar      |

### Juegos Panamericanos
El sóftbol comenzó a disputarse en la VIII edición de los Juegos Panamericanos, realizados en el año 1979. 
| 1979 | VIII  | San Juan       | Participó   |
| 1983 | IX    | Caracas        | 1° lugar    |
| 1987 | X     | Indianápolis   | 3° lugar    |
| 1991 | XI    | La Habana      | 2° lugar    |
| 1995 | XII   | Mar del Plata  | 3° lugar    |
| 1999 | XIII  | Winnipeg       | 2° lugar    |
| 2003 | XIV   | Santo Domingo  | 2° lugar    |
| 2007 | XV    | Río de Janeiro | 2° lugar    |
| 2011 | XVI   | Guadalajara    | 2° lugar    |
| 2015 | XVII  | Toronto        | 1° lugar    |
| 2019 | XVIII | Lima           | Clasificado |
| 2023 | XIX   | Por definirse  |             |